# ATP Tulsa 1980
L'ATP Tulsa 1980 è stato un torneo di tennis giocato sul cemento indoor. È stata la 3ª edizione dell'ATP Tulsa, che fa parte del Volvo Grand Prix 1980. Si è giocato a Tulsa negli Stati Uniti, dal 7 al 13 aprile 1980.

## Campioni

### Singolare
Howard Schoenfield ha battuto in finale  Trey Waltke 5–7, 6–1, 6–0

### Doppio
Robert Lutz /  Dick Stockton hanno battuto in finale  Francisco González /  Van Winitsky 2–6, 7–6, 6–2